# Amb la poli als talons
Amb la poli als talons (títol original: Quick Change) és una pel·lícula estatunidenca dirigida per Howard Franklin i Bill Murray el 1990. Ha estat doblada al català.

## Argument
Després d'haver comès un audaç cop, tres atracadors proven d'arribar a l'aeroport, però el seu recorregut està sembrat de trampes.

## Repartiment
- Bill Murray: Grimm
- Geena Davis: Phyllis
- Randy Quaid: Loomis
- Jason Robards: Rotzinger
- Tony Shalhoub: el taxista
- Philip Bosco: el xofer del bus
- Phil Hartman: Edison
- Stanley Tucci: Johnny
- Kurtwood Smith: Lombino
- Jamey Sheridan: el lladre de cotxes
- Victor Argo: Skelton

## Al voltant de la pel·lícula
- Es tracta de la segona adaptació cinematogràfica del llibre Quick Change després de Hold-up, d'Alexandre Arcady, amb Jean-Paul Belmondo.
- Jonathan Demme va estar preseleccionat per realitzar el film.
- Es tracta de la primera i única realització de Bill Murray.
- "Simpàtic i trepidant film amb tres cares conegudes de l'star-system americà. Aconsellable"[3]